# Jan Steeman
Pour les articles homonymes, voir Steeman.
Jan Steeman (1933-2018) est un auteur de bande dessinée néerlandais. Spécialisé dans les séries pour adolescents dessinées dans un style semi-réaliste, il est en particulier connu pour Noortje (nl), qu'il a dessiné de 1975 à 2016 sur des textes de Patty Klein (nl) dans la revue Tina.

## Récompense
- 2005 : Prix Stripschap, pour l'ensemble de son œuvre